# 藤枝市立総合病院
藤枝市立総合病院（ふじえだしりつそうごうびょういん）は、静岡県藤枝市にある、藤枝市が運営する医療機関。1950年に開設された共立志太診療所を前身とする公設病院である。旧称から、「志太病院（しだびょういん）」と呼ばれることもある。

## 概要
- 職員数 1,063人（臨時職員を含む・2014年（平成26年）4月1日現在）
- 入院患者数 442.3人／一日平均（H25年度実績）
- 通院患者数 1,007.1人／一日平均（H25年度実績）

- 建物構造  鉄骨・鉄筋コンクリート・一部鉄筋コンクリート造
  - 病棟 地上8階 地下1階
  - 中央診療棟 地上2階 地下1階
  - 外来棟 地上2階
  - 外来棟（増築棟）地上2階

## 沿革
- 1950年（昭和25年）
  - 3月 - 共立志太診療所として開設。
  - 6月 - 共立志太病院と改称。
- 1954年（昭和29年）3月 - 藤枝市立志太総合病院と改称。
- 1995年（平成7年）4月 - 藤枝駅南（現・BiVi藤枝）から現在地に移転、藤枝市立総合病院と改称。
- 2007年（平成19年）10月 - 診療報酬の不正請求を行っていた歯科口腔外科が廃止、病院全体も1ヶ月間の保険診療停止処分を受けた。

## 診療科
- 内科
  - 総合内科、血液内科、膠原病リウマチ科、化学療法科
- 呼吸器内科
- 消化器科
- 循環器科
- 神経内科
- 精神科
- 心療内科
- 小児科
- 外科
- 脳神経外科
- 呼吸器外科
- 心臓血管外科
- 整形外科
- 形成外科
- 皮膚科
- 泌尿器科
- 婦人科（産科は休診中）
- 耳鼻咽喉科
- 眼科
- 麻酔科
- リハビリテーション科
- 放射線診断・治療科

## 診察・受付時間
- 診察日 - 月曜日～金曜日
- 診察時間 - 午前8時30分～午前5時15分
- 受付時間 - 午前8時～午後4時
- 初診受付時間 - 午前8時～午前11時
- 休診日 - 土曜日・日曜日・祝日・年末年始

## 特徴
- 入院患者の居住空間確保のため、病室は4床室と個室を基本に構成
- 病室の各階に患者専用食堂を設置
- 療養型病床群による長期入院患者への対応
- 電子カルテシステムの導入
- 物品管理システムの導入
- 臓器移植が行える手術室の設備と骨髄移植も行えるバイオクリーンルームを設置
- 臨床研修指定病院
- 病診連携の充実
- 迅速・適切な救急対応
- 教育システムの確立

## 各種機関指定
- 救命救急センター
- 保険医療機関
- 国民健康保険療養取扱機関
- 労災保険指定病院
- 生活保護法指定病院
- 感染症法指定病院
- 養育医療指定病院
- 被爆者一般疾病医療機関
- 自立支援医療指定病院
- 臨床研修指定病院
- 地域周産期母子医療センター
- 災害拠点病院（地域災害医療センター）
- 地域医療支援病院
- 地域がん診療連携拠点病院
- 臓器移植推進協力病院
- 地域肝疾患診療連携拠点病院
- 救急告示病院
- エイズ治療拠点病院
- 難病医療協力病院
- 地域リハビリテーション支援センター
- 日本医療機能評価機構認定病院
- 障害福祉サービス事業者
- 静岡DMAT指定病院
- 卒後臨床研修評価機構認定病院
- 特定行為研修指定研修機関

## 学会等研修施設
- 日本内科学会内科専門医教育病院
- 日本心身医学会認定医制度研修診療施設
- 日本老年医学会認定施設
- 日本脳卒中学会専門医認定制度研修教育病院
- 日本神経学会教育関連施設
- 日本内分泌代謝科専門医制度認定教育施設
- 日本消化器病学会認定指導施設
- 日本循環器学会認定循環器専門医研修施設
- 日本消化器内視鏡学会認定指導施設
- 日本心血管インターベンション学会認定研修関連施設
- 日本血液学会研修施設
- 認定輸血検査技師制度指定施
- 日本小児科専門医研修施設
- 日本周産期・新生児医学会周産期新生児専門医指定研修施設
- 日本リウマチ学会教育施設
- 日本外科学会外科専門医制度修練施設
- 日本呼吸器学会認定施設
- 日本感染症学会専門医研修施設
- 呼吸器外科専門医認定機構基幹施設
- 日本呼吸器外科学会専門医制度認定施設
- 日本気管支学会認定医制度認定施設
- 日本胸部外科学会認定医認定制度関連施設
- 日本皮膚科学会認定専門医研修施設
- 日本形成外科学会認定医研修認定施設
- 日本透析医学会認定医制度認定施設
- 日本整形外科学会専門医制度研修施設
- 日本IVR指導医修練認定施設
- 日本医学放射線学会放射線科専門医修練機関
- 日本眼科学会専門医制度研修施設
- 日本脳神経外科学会専門医認定制度指定訓練施設
- 日本耳鼻咽喉科学会専門医研修施設
- 日本泌尿器科学会専門医教育施設
- 日本麻酔科学会麻酔指導病院
- 日本ペインクリニック学会指定研修施設
- 日本病理学会認定病院B
- 日本産科婦人科学会専門医制度卒後研修指導施設
- 日本臨床細胞学会認定施設
- 日本障害者歯科学会臨床経験施設
- 日本環境感染学会認定教育施設
- 日本超音波医学会認定超音波専門医研修施設
- マンモグラフィ検診認定施設
- 臨床管理栄養士初任者研修指定病院
- 日本静脈経腸栄養学会・NST（栄養サポートチーム）稼動施設
- 日本静脈経腸栄養学会栄養サポートチーム専門療法士認定規則実地修練認定教育施設

## アクセス
- 最寄り停留所は、「藤枝市立総合病院」。

| 運行事業者             | 路線名                                   | 主要経由地                                                             | 行先             | 備考             |
| ---------------------- | ---------------------------------------- | ---------------------------------------------------------------------- | ---------------- | ---------------- |
| しずてつジャストライン | 藤枝吉永線                               | 藤枝総合庁舎北・藤枝駅前・高洲小学校前・宗高・吉永                     | 飯淵             |                  |
| しずてつジャストライン | 駿河台線                                 | 青島北小学校前・平成記念病院                                           | 藤枝駅前         |                  |
| 藤枝市自主運行バス     | 藤枝駅ゆらく線                           | -                                                                      | 藤枝駅前         |                  |
| 藤枝市自主運行バス     | 藤枝駅ゆらく線                           | 総合運動公園入口・稲葉小学校・聖稜リハビリテーション病院・瀬戸谷小学校 | 瀬戸谷温泉ゆらく | 筈の木橋行もある |
| 藤枝市自主運行バス     | 駅南循環善左衛門線・駅南循環大洲小学校線 | 駿河台南・水上平成病院前                                               | 藤枝駅南口       | 平日のみの運行   |